# シフォン大喜
長岡 大喜（ながおか だいき、1987年10月8日 - ）は、日本のお笑い芸人。旧芸名、シフォン大喜（シフォンだいき）。お笑いコンビ「おかえりニコルソン」のメンバー。所属事務所はプロダクション人力舎。

## 略歴・人物
スクールJCA19期生。東京都東村山市出身。駿河台大学文化情報学部中退。身長182cm、血液型A型。
趣味はホラー小説、ホラー映画、少女漫画（君に届け）、スニーカー、アイドル（でんぱ組.inc大ファン）。特技はテニス、バレーボール、大型犬とすぐ仲良くなること。
高校時代の同級生であった類家大地（現：類家ドラマティック）と共に養成所へ入学しており、卒業後はコンビ「モダンボーイズ」としてプロダクション人力舎に所属。2017年2月3日に解散し、その後は「シフォン大喜」名義でピン芸人として活動。
2018年、リョウマエダ（元ジプシーダンス）とユニット「レオリーブラ」として活動。また、2019年には大内崇史（元馬稼業、フルパワーズ）とユニット「ウララカ」として活動した。
2022年7月1日、かわえなつき（元ムテンカナンバー）とユニット「おかえりニコルソン」を結成し、同年のM-1グランプリに出場。2023年1月1日、正式にコンビとなった事が発表された。

## 芸風
ネタは主に一人コント。

## 賞レース戦績
- 2014年 おもしろ荘 決勝進出
- 2016年 白黒-1グランプリ 決勝進出

### R-1グランプリ
| 年     | 結果      |
| ------ | --------- |
| 2018年 | 1回戦敗退 |
| 2019年 | 2回戦敗退 |
| 2020年 | 1回戦敗退 |
| 2021年 | 1回戦敗退 |
| 2022年 | 1回戦敗退 |

## 出演

### テレビ
- 白黒アンジャッシュ（チバテレ）
- 新進気鋭（2012年7月7日、日本テレビ）
- ロケットライブ（2012年12月19日、フジテレビ）
- ぐるぐるナインティナイン（2014年1月1日、日本テレビ）
- 有田ジェネレーション（2016年6月7日・14日、TBSテレビ）